# Ulmeritus
Ulmeritus is een geslacht van haften (Ephemeroptera) uit de familie Leptophlebiidae. Met de naam wordt de Duitse entomoloog Georg Ulmer geëerd.

## Soorten
Het geslacht Ulmeritus omvat de volgende soorten:
- Ulmeritus balteatus
- Ulmeritus carbonelli
- Ulmeritus saopaulensis